# Endrosa kuhlweini
Endrosa kuhlweini är en fjärilsart som beskrevs av Jacob Hübner 1827. Endrosa kuhlweini ingår i släktet Endrosa och familjen björnspinnare. Inga underarter finns listade i Catalogue of Life.